# Tell Dschaʿdat al-Mughara
Koordinaten: 36° 22′ 59,9″ N, 38° 10′ 59,8″ O
Tell Dschaʿdat al-Mughara (arabisch تل جعدة المغارة, DMG Tall Ǧaʿdat al-Muġāra, auch Tell Dja’de el-Mughara) ist eine Ausgrabungsstätte im Norden von Syrien im Gouvernement Aleppo östlich von Manbidsch. Rettungsgrabungen vor der Fertigstellung des Tischrin-Dammes legten ab Anfang der 1990er Jahre neolithische Siedlungsreste am linken Ufer des mittleren Euphrat aus dem 9. Jahrtausend v. Chr. frei, u. a. einen großen Rundbau.
Im Herbst 2007 entdeckte dort der Archäologe Éric Coqueugniot im Rahmen der Ausgrabungskampagne des Centre National de la Recherche Scientifique Paris eine 4 m² große bemalte Wand. Ihr Alter wurde nach der Radiokohlenstoffmethode auf 11.000 Jahre geschätzt und gilt damit als die älteste bemalte Wand der Welt. Sie ist etwa 1500 Jahre älter als die Fresken von Çatalhöyük in der Osttürkei. Die Wand ist mit schachbrettartigen roten und schwarzen Quadraten auf weißem Grund geschmückt. Sie sind zu geometrischen Figuren geordnet, die noch heute überall im vorderen Orient, in der Levante und in Persien weit verbreitet sind. Der große Rundbau wird als öffentliches Gebäude für Zusammenkünfte und Kulthandlungen gedeutet. Die Ausgrabungen brachten bisher Steinartefakte und Votivstatuetten zu Tage. Man glaubt auch einen kulturellen Zusammenhang mit dem älteren Göbekli Tepe in Anatolien zu erkennen.